# シトゥ・ギントゥン
座標: 南緯6度18分20秒 東経106度45分44秒 / 南緯6.305658度 東経106.762304度
シトゥ・ギントゥン（スンダ語: Situ Gintung、ギントゥン池の意）は、インドネシアバンテン州南タンゲランにある池。1933年にオランダ東インド会社によって16メートル (52 ft)の高さを有するダムとして建設された。しかし、2009年3月27日に堤防が決壊し、100人以上の人々が死亡した。

## 歴史
この池とダムは南タンゲランのチプタット地区チレンドゥの近郊に位置している。池自体は元々あったものの、1933年にオランダ東インド会社によって16メートル (52 ft)の高さを有するダムとなった。この壁の建設によって少なくとも2,000,000立方メートル (71,000,000 cu ft)の水を溜める事が出来るようになった。当初の用途は田の灌漑であったが、ジャカルタに至近であり郊外開発が進んだ事によってその用途は変わった。ダム周辺に住む住民は漏水に対して昔から不満を持っており、実際に2008年11月にはひび割れが起こったが、幸いにも特に被害は出なかった。ダム建設以降の補修管理が杜撰であったと考えられている。

## 2009年の洪水
2009年3月26日から27日にかけての夜、この地域には数時間にわたって大雨が降っていた。これによって池の水位は上昇した、何故なら放流設備が非常に小さかったからである。ダムの貯留可能量を上回った水はダムの表面を流れ、現地時間の3月27日午前2時前後に70メートル (230 ft)の幅に及ぶダムの崩壊が起こった。ダム表面のひび割れ自体は日が変わる近辺から視認出来たと報じられている。ダムの管理者は危険信号を発したが、それはダムが崩壊する寸前の事であった。越水とゴミは大波となり、数メートルの高さを有してチレンドゥの集落を襲い、車や家、煉瓦の橋をも押し流した。殆どの住民が寝ている中で2.5メートル (8.2 ft)の高さに及ぶ洪水は集落を襲った。多くの人々は高所へ逃げ、洪水を避ける為に屋根に上った人も多くみられた。洪水は98人の人々を犠牲にし、更に少なくとも5人がこの洪水で死亡した。更に約400軒が水没し、そのうち250軒が一部損壊または全壊の被害に遭い、171人が退去を余儀なくされた。また、5箇所の発電所にも浸水し、水道も止まる被害が出た。
インドネシア政府は大学のキャンパスにほど近い高所に人々を退去させた。インドネシア陸軍は生存者の救出及び遺体の回収に動いた。浸水地点には首相のスシロ・バンバン・ユドヨノ、副首相のモハマッド・ユスフ・カラ、経済担当調整相のアブリザル・バクリーが訪れ、被害に遭った家の修繕費用を政府が拠出する事を明言した。ダムの緊急修理も行いながら、政府は同様のダムの調査も開始した。首相のユドヨノは原因究明とともに職務に怠慢が見られたダムの職員を裁判所で処罰する方針を発表した。その後、6人に怠慢が発覚した。
英国放送協会によると「建築されてから時間も経っており修繕も不十分な排水システムであり大雨に対処出来ない」地域であると云う。2007年ジャカルタ洪水でもこの周辺地域は被害を受けており、この時も50人以上の人々が亡くなっている。ユドヨノ首相は「更なる洪水が起こらない方法を用いて」ダムを再建する事を誓った。